# Павлов, Михаил Степанович
Михаил Степанович Павлов (около 1700 — после 1740) — офицер российского императорского флота, мореплаватель, штурман, участник Великой Северной экспедиции в составе Двинско-Обский отряда. В чине лейтенанта майорского ранга был помощником руководителя отряда С. В. Муравьёва, командовал кочем «Обь». Был арестован, отдан под суд и разжалован в матросы, но впоследствии помилован с возвращением чина лейтенанта.

## Биография
Михаил Павлов в 1717 году поступил на службу во флот гардемарином. 1 (12) июля 1731 года — произведён в унтер-лейтенанты от солдат.
10 (21) августа 1731 года был направлен Адмиралтейств-коллегией для осмотра и описи дубовых лесов по правую сторону Ладожского и Онежского озёр. 21 апреля (2 мая) 1733 года был определён в подштурманы. 18 (29) января 1733 года, согласно новому штату, записан в лейтенанты майорского ранга с назначением в Двинско-Обский отряд Второй камчатской экспедиции. Был причислен для дальнейшего прохождения службы к Архангельскому порту. 29 апреля (10 мая) 1734 года назначен помощником командира отряда С. В. Муравьёва, который заменил ранее назначенного на эту должность, но заболевшего лейтенанта А. Бестужева-Рюмина.
10 (21) июля 1734 года экспедиция в составе 51 человека вышла из устья реки Северная Двина близ Архангельска на двух кочах: «Экпедицион» (командир С. В. Муравьёв) и «Объ» (командир М. С. Павлов). Экспедиции предписывалось найти морской проход и провести съёмку побережья от устья Печоры до устья Оби. Пройдя через Белое и Баренцево моря, кочи вышли через пролив Югорский Шар в Карское море к западному берегу полуострова Ямал. Членам экспедиции удалось произвести съёмку обоих берегов Югорского Шара, острова Вайгач, частей Байдарацкой губы Карского моря и западного побережья полуострова Ямал. В ходе похода кочи начали давать течь, в экипажах началась цинга. 18 августа, достигнув 72°35′ северной широты, кочи повернули на юго-запад для проведения съёмок северного берега к востоку от устья реки Кара. В сентябре кочи вновь пройдя через пролив Югорский Шар дошли до устья Печоры и встали на зимовку в деревне, расположенной в 15 вёрстах от Пустозерска.
В июне 1735 года кочи вновь вышли в морскую экспедицию. 21 июля достигли Карского моря, но ледовая обстановка не позволила продвигаться дальше. 6 августа продолжили плавание. 18 августа коч Павлова отстал от «Экпедициона», суда потерялись и в дальнейшем продвигались самостоятельно. Кочь «Обь» дошел до 73°21′ с. ш., и 25 августа «за противными ветрами и за льдами» возвратился в Югорский шар, 6 сентября туда же подошёл коч «Экпедицион». Экипажи зазимовали на месте прежней стоянки на реке Печоре. Задача экспедиции не была выполнена, за две летние компании отряд так и не смог продвинуться на восток далее острова Белый. По мнению историков — одной из главных причин неуспеха отряда была нерешительность командира отряда С. В. Муравьёва, который повернул кочи назад, когда до Обской губы оставалось пройти всего несколько десятков вёрст. На низкий результат работ также сказалась низкая дисциплина в экипажах кочей, командиры постоянно ссорились между собой, на них постоянно поступали доносы. Решением Адмиралтейств-коллегии Муравьёв и Павлов были отстранены от своих должностей, а Двинско-Обский отряд возглавил С. Г. Малыгин.
В 1736 году офицеры Павлов и Муравьёв были арестованы, доставлены сначала в Архангельск, а затем в Петербург, где отданы под суд. Обвинительными материалами служили взаимные обвинения лейтенантов и всевозможные доносы членов экспедиции, другой причиной ареста было знакомство и общение офицеров зимой 1734/1735 года в Пустозерске с ссыльным князем А. Г. Долгоруковым и его семейством — врагами царствующей императрицы Анны Иоановны и всесильного регента Бирона. 28 февраля (11 марта) 1737 года «за многие непорядочные и нерадетельные, леностные и глупые поступки» оба офицера были разжалованы в матросы. С 16 марта того же года М. С. Павлов содержался при работах под караулом.
По «неумышленности» вины, на основании Всемилостивейшего манифеста от 14 (25) февраля 1740 года, Михаил Степанович Павлов был помилован, но уволен от службы с возвращением чина лейтенанта.